# ヴィクトリーSC
ヴィクトリーSC（英: Victory SC）は、モルディブの首都マレに本拠地があるサッカークラブである。国内タイトル獲得数最多の国内屈指の強豪クラブである。

## 獲得タイトル

### 国内タイトル
- モルディブ・ナショナル・チャンピオンシップ：21回
  - 1972, 1976, 1977, 1978, 1980, 1981, 1983, 1984, 1985, 1986, 1988, 1992, 1996, 2000, 2001, 2002, 2003, 2005, 2006, 2009, 2011
- ディヴェヒリーグ：2回
  - 2000, 2007
- モルディブFAカップ：4回
  - 1993, 2000, 2009, 2010
- モルディブ・カップ・ウィナーズカップ：3回
  - 2001, 2002, 2006
- モルディブ・スーパーカップ：1回
  - 2006
- POMISカップ：1回
  - 1989

## 国際大会での成績
アジアクラブ選手権
- 1986-87 予選敗退
- 1987-88 予選敗退
- 1989-90 予選敗退
- 1993-94 棄権
- 1997-98 2回戦敗退

AFCカップ
- 2007　グループリーグ敗退
- 2008　グループリーグ敗退
- 2010　グループリーグ敗退
- 2011　グループリーグ敗退

アジアカップウィナーズカップ
- 2001-02 2回戦敗退